# Elektriciteitscentrale Weisweiler
Elektriciteitscentrale Weisweiler (Kraftwerk Weisweiler) ligt bij Weisweiler in de buurt van Eschweiler in de deelstaat Noordrijn-Westfalen vlak bij de dagbouw Inden.
Deze centrale wordt hoofdzakelijk gestookt met bruinkool die wordt gewonnen uit de Inden-dagbouwmijn, die net als de energiecentrale van  RWE Power AG is.
In 2014 berichtte het Wereld Natuur Fonds dat deze energiecentrale de op vier na slechtste CO2-efficiëntie van Duitsland had, met een uitstoot van 18,6 MtCO2 per jaar op een productie van 1.798 MW elektriciteit.
Vanuit Nederland zijn vanaf de Vaalserberg, maar vaak ook van verder, de waterdampwolken uit de koeltorens zichtbaar.

## Technologie en geschiedenis
Op 13 mei 1913 werd de Kraftwerk AG Keulen opgericht, die de eerste de elektriciteitscentrale in Weisweiler bouwde, genaamd Zukunft. Op 1 juli 1914 begon de eerste fase van de bouw met een proefbedrijf met een capaciteit van 12 MW. De reguliere elektriciteitslevering vond plaats vanaf 1 september van dat jaar. In 1937 werd de 168 meter hoge schoorsteen van de elektrische centrale Der Lange Heinrich gebouwd, die een van de oriëntatiepunten van Weisweiler werd. Na de ontmanteling tijdens de Tweede Wereldoorlog werd het werk hervat op 1 juli 1947.
Tussen 1954 en 1975 werden acht blokken gebouwd, met een brutocapaciteit van ongeveer 2.458 MW. Door ontmanteling en vernieuwing zijn vandaag alleen de vier krachtigste blokken in gebruik, met een capaciteit van 1.913 MW. In 1982 werd de eerste bruinkool uit de Inden-mijn verstookt, en in de tweede helft van de jaren tachtig werden de blokken uitgerust met rookgasontzwavelingsinstallaties. Sinds de jaren negentig is de energiecentrale door verdere maatregelen zuiniger en milieuvriendelijker gemaakt, onder andere door de efficiëntie van de turbines te verbeteren.
In 1997 werd een afvalverbrandingsinstallatie opgeleverd, en in 2006 werden twee op aardgas gestookte turbines in gebruik genomen.

## Externe link

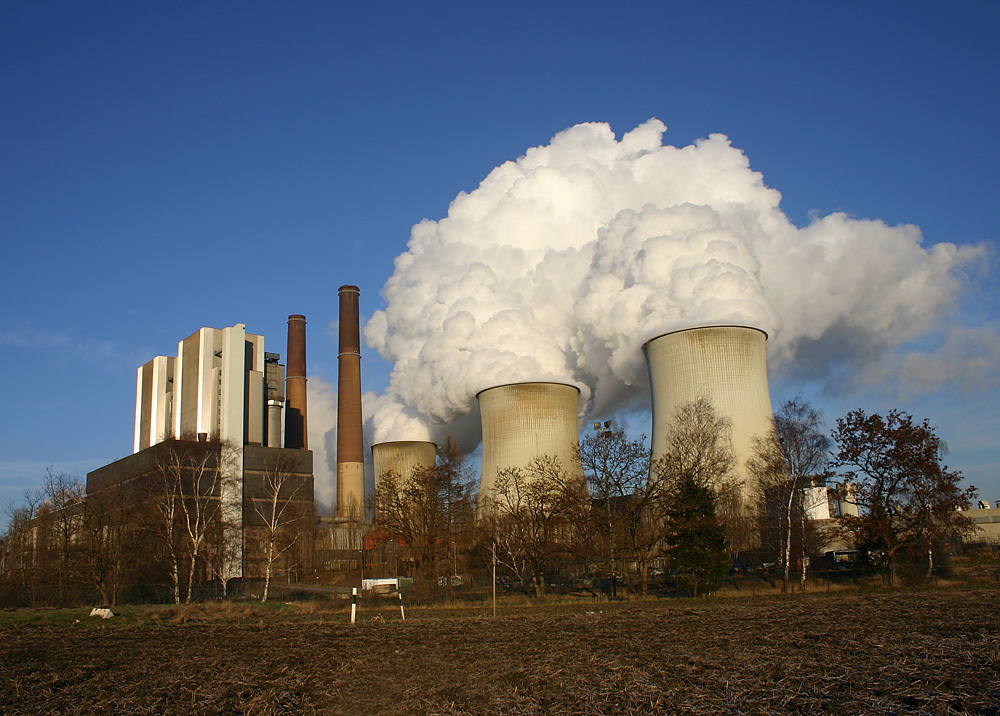
De centrale in 2005
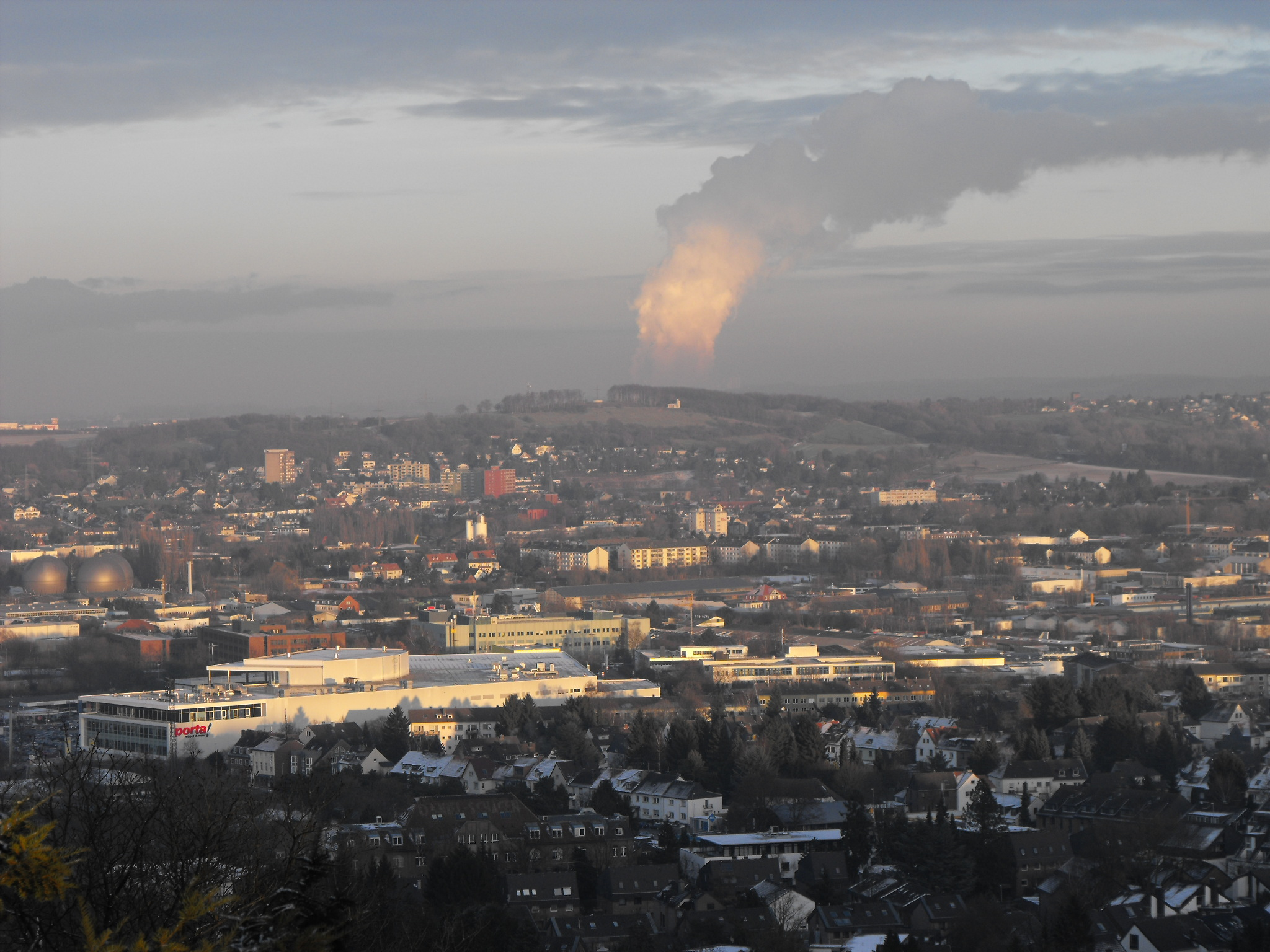
blik vanaf Lousberg (Aachen) richting Haaren met op achtergrond waterdampwolk van elektriciteitscentrale Weisweiler
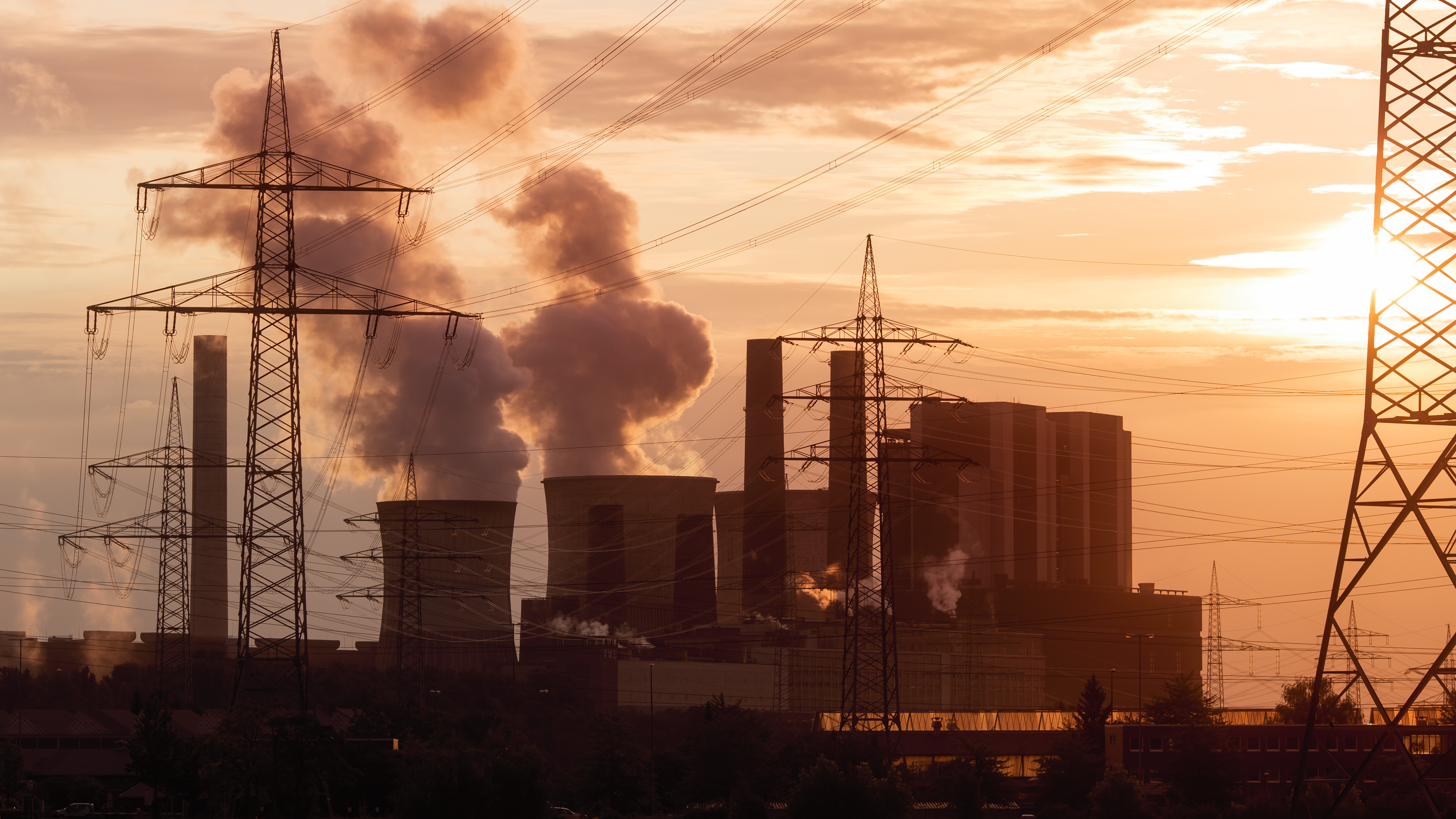
zonsopkomst bij elektriciteitscentrale Weisweiler